# Indiction
L’indiction romaine — du latin indictio, « annonce » — correspond à une imposition en nature, puis sous le Bas-Empire à une période d'actualisation des bases fiscales, fixée à 15 ans.
Sous la République romaine, le terme d'indiction n'apparaît que rarement. Il est évoqué dans les commentaires d'Asconius sur le discours des Verrines de Cicéron à propos des réquisitions de blé que dut fournir la Sicile.
La réforme de l’imposition dans l'Empire romain menée à la fin du IIIe siècle organise une base d'imposition selon les possessions et les revenus des contribuables. Le relevé fiscal de ces bases d’imposition devait être actualisé périodiquement. Après un essai selon une période de cinq ans (297-302 ; 302-307 ; 307-312), la périodicité à quinze ans fut adoptée en 312 pour cette actualisation, réalisée sous la responsabilité des bureaux du préfet du prétoire. Par glissement de sens, le mot « indiction » ne désigna plus l'impôt, mais signifia cette période de quinze ans. 
À partir de 312, l’empereur Constantin Ier rendit obligatoire la mention de l'année de l’indiction, c’est-à-dire le numéro d'ordre de l’année dans le cycle, pour qu’un acte juridique soit valide, créant un référencement des dates plus pratique que l’indication du nom des consuls de l’année. L'indiction commençait toutefois au 1er septembre, à la différence de l'année consulaire (Indictio Graeca, Indictio Constantinopolitana dès le 1er septembre, comme début de l'année liturgique orthodoxe). 
Cette méthode de datation persiste dans l'Empire byzantin, et est employée dans la Chronique de Théophane le Confesseur, qui couvre l'histoire romaine jusqu'en 813. Charlemagne reprend ce mode de datation à partir de 800. Elle est toujours utilisée par l'Église catholique romaine pour la datation des documents officiels et pour la fixation de la fête de Pâques (Indictio Romana, Indictio Pontificia durant le haut Moyen Âge à partir du 25 décembre, et aujourd'hui, depuis le pape Grégoire VIII en 1187, à partir du 1er janvier, c'est l'Indiction du Nouvel An).
Dans l'usage, le terme « indiction » en est venu à désigner l'année occupant tel rang dans le cycle de quinze ans : les années sont numérotées de 1 à 15 dans chaque cycle. Les cycles eux-mêmes ne sont pas numérotés. Par exemple, « en la huitième indiction » signifie en fait « en la huitième année de l'indiction en cours », en commençant donc, historiquement, le 1er septembre 312. Les premières indictions ont débuté le 1er septembre 312 (dont la première année a duré jusqu'au 31 août 313), 327, 342, 357, 372, 387, 402, 417, 432, 447, etc., (avec un retour aux années de même rang dans les siècles tous les trois cents ans).
Dans l'époque actuelle, les cycles d'indiction commencent le 1er septembre 1977, 1992, 2007, 2022, 2037, 2052, etc. Par exemple, dans le style grec, dès le 1er septembre 2025 commence l'année d'indiction 4 dans le cycle qui a commencé le 1er septembre 2022. Mais l'indiction du calendrier liturgique romain, style romain, commence maintenant toujours le 1er janvier. Ainsi, toute l'année 2020 est dans l'année d'indiction 13, qui devient l’indiction 14 au 1er janvier 2021.
La formule mathématique permettant d’obtenir l’indiction {\displaystyle i} d’une année {\displaystyle a} est la suivante :
{\displaystyle i=(a+2){\bmod {1}}5+1}, où {\displaystyle {\text{mod}}} désigne l’opération modulo.
Calcul de l'indiction. On peut calculer facilement l'indiction en chiffres romains sous Excel avec la formule : =ROMAIN(SI(MOD(date-311;15)>0;MOD(date-311;15);15)).............. [ Rappel : on soustrait 311, si la date est entre le 1er Septembre et le 31 Décembre, et 312 si elle est entre le 1er Janvier et le 31 Août ] ............. en remplaçant les deux termes 'date' par la date. Exemple et explication de la formule : si 'date' = 1340, la formule calcule avec la fonction MOD(X;15) le reste de la division de (1340-311) par 15 qui vaut 9 puis la formule renvoie IX grâce à la fonction ROMAIN(X). Si 'date' = 1348, la formule calcule d'abord 0 qui est ensuite transformé en 15 grâce à la fonction logique SI(X>0;X;15) (on obtient X si X>0 sinon 15 lorsque X=0).

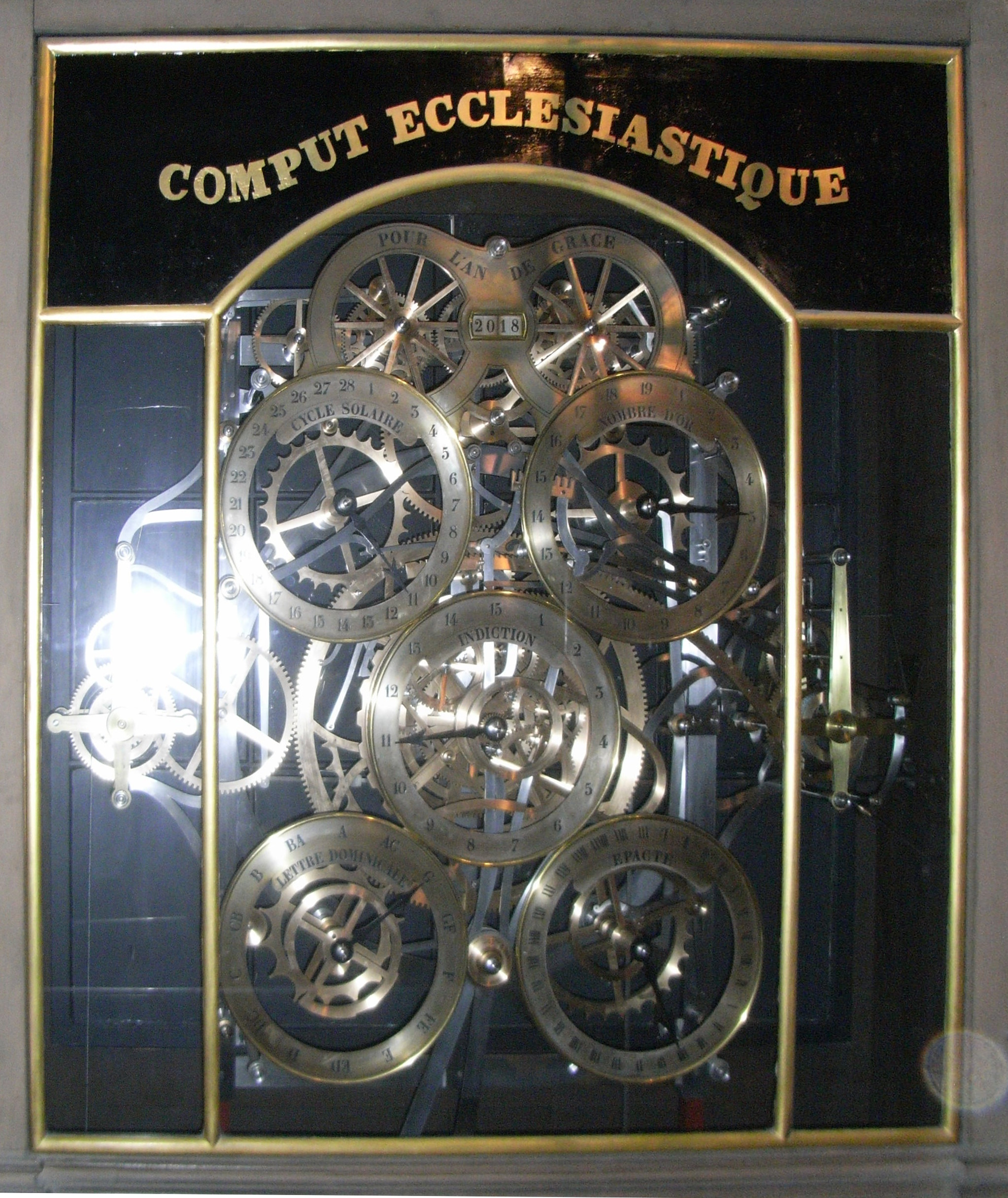
Calcul de l'indiction, par l'horloge astronomique de Strasbourg, située dans la cathédrale Notre-Dame (France).